# 虚空蔵山 (静岡県)
虚空蔵山（こくぞうさん/こくぞうやま）は静岡県焼津市浜当目（はまとうめ）にある山。標高126メートル。山頂寺院の山号から当目山とも言う。

## 概要
焼津市北部に位置し、半島のように駿河湾に張り出している。山容もおにぎり状の整った円錐形のため、市内からよく目立ち、高草山と共に焼津市北部のランドマークである。
山頂には香集寺と言う寺がある。また、1903年（明治36年）に日本で初めて船舶用国産無線通信機による交信実験を行った場所のため「船舶無線電信発祥の碑」がある。

## ギャラリー

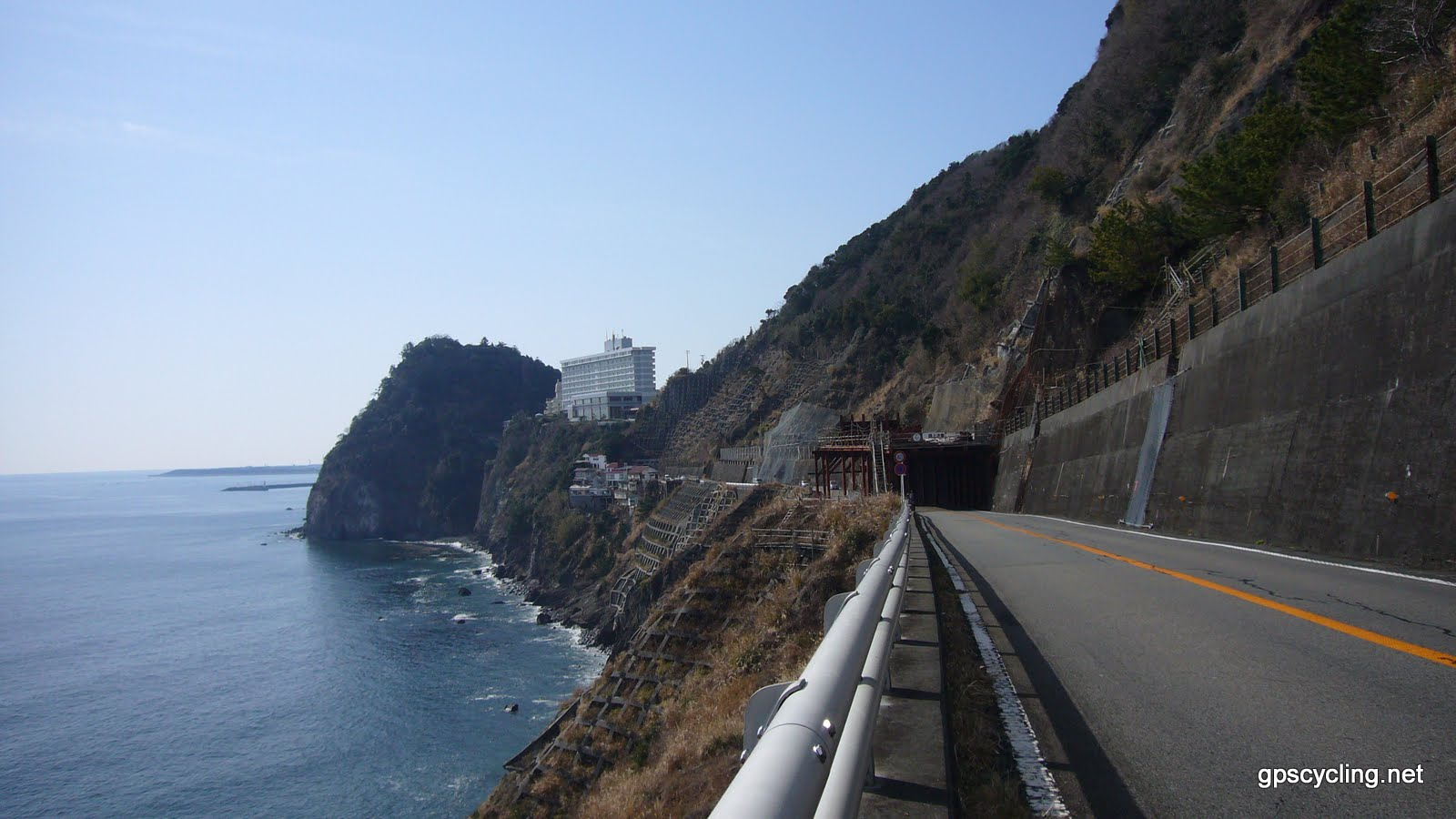
大崩海岸側から見る。2008年2月撮影。
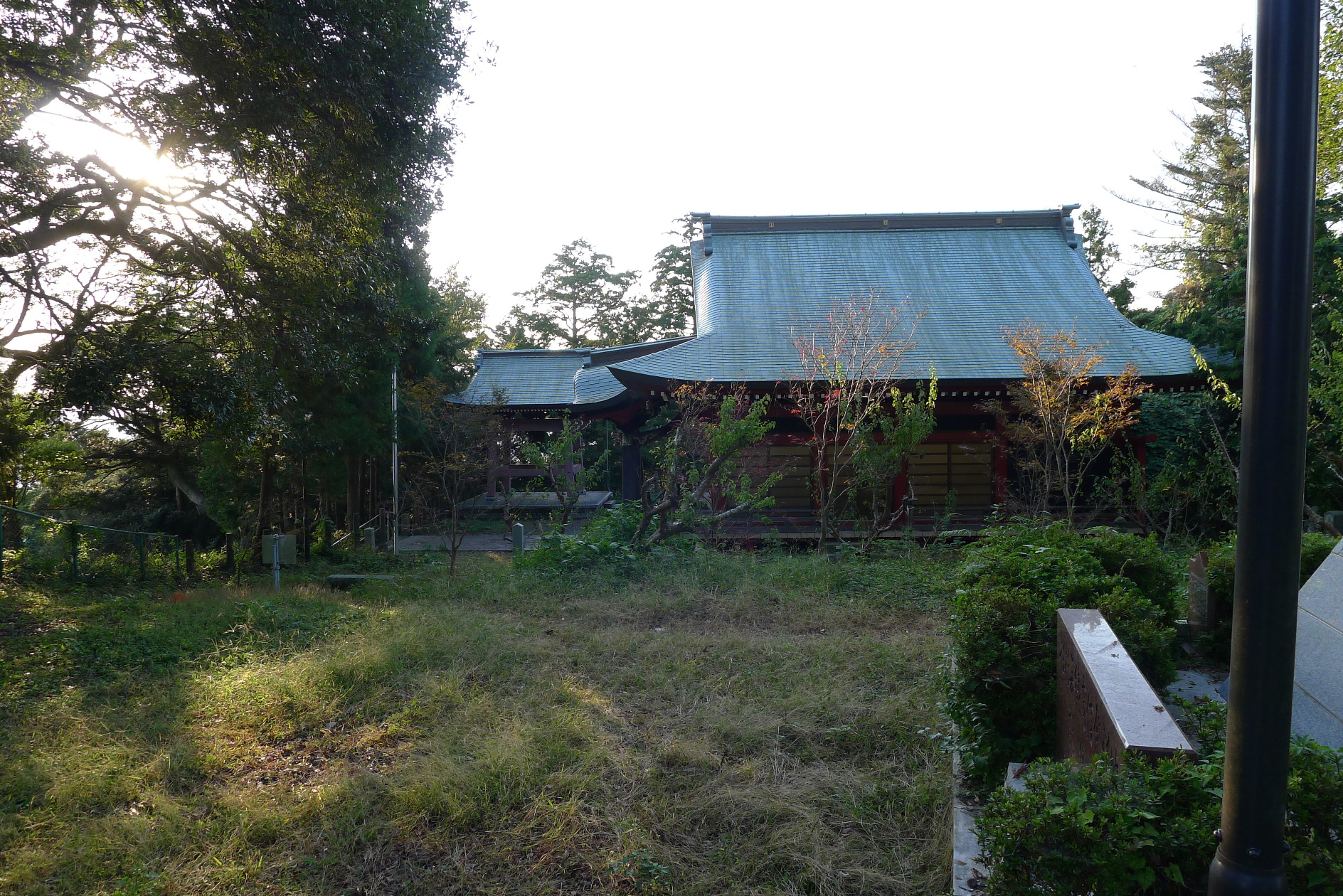
山頂。 2013年10月撮影。

## 註釈
1. 1 2  焼津市 2018 pp.26
2. ↑  一般社団法人焼津市観光協会